# Sop Architekten (Дюссельдорф)

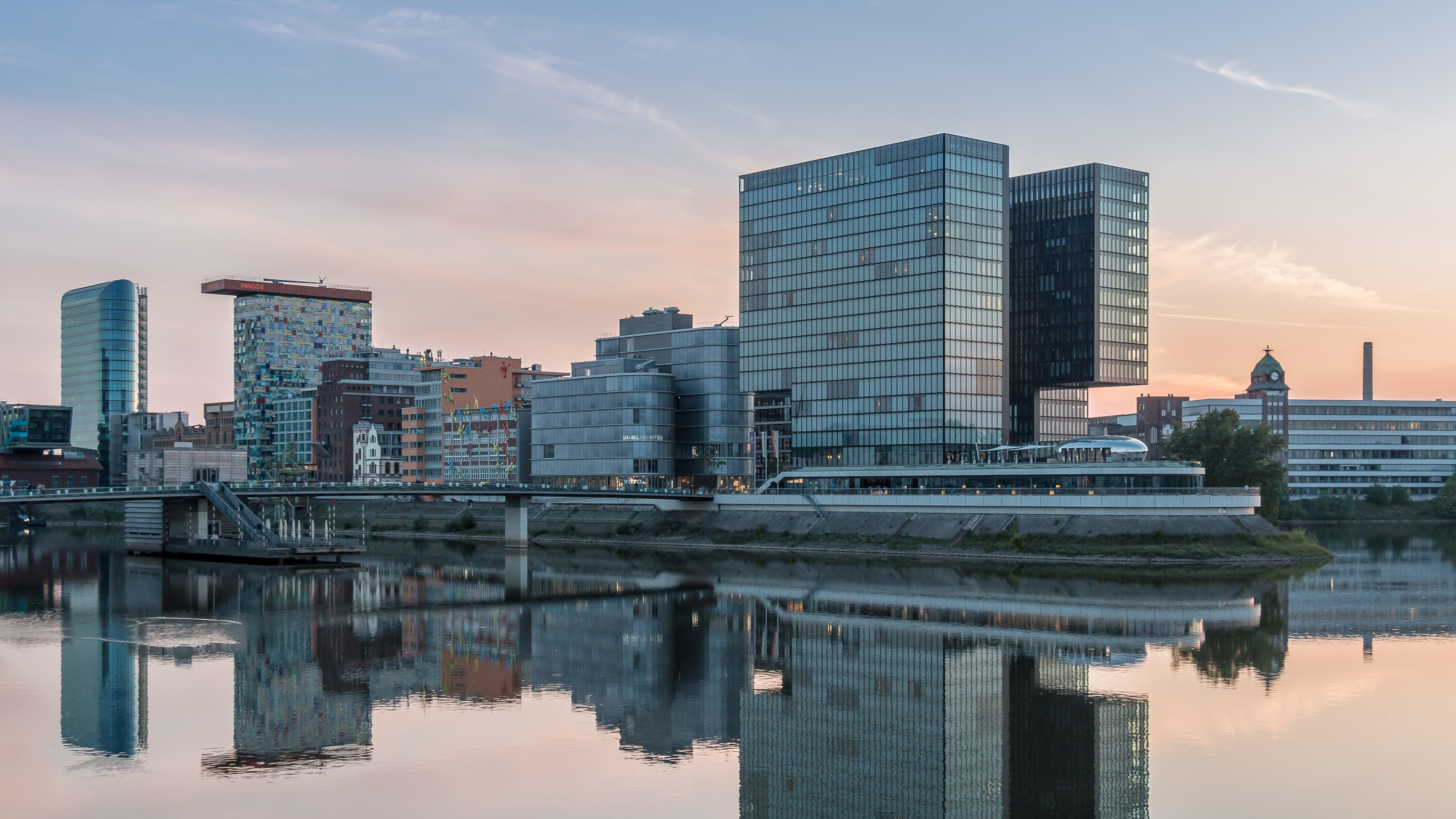
"Портовая вершина" от бюро Sop Architekten в Медиа-гавани Дюссельдорфа

Соп архитекторы (нем. Sop Architekten) — архитектурное бюро в Дюссельдорфе, работники которого заняты проектированием и строительством наиболее инновационных объектов в Дюссельдорфе и Германии.

## Архитекторы
Название бюро происходит от первых букв фамилий трёх дюссельдорфских архитекторов, объединившихся в одно бюро: Юрек Майнхард Слапа (Jurek Meinhard Slapa), Гельмут Оберхольц (Helmut Oberholz) и Збигнев Пшульный (Zbigniew Pszczulny). Они сотрудничают на партнёрской основе с конца 1980 годов. Кроме них в работе архитектурного бюро в качестве деловых партнёром принимают участие архитекторы Вольфганг Маркур (Wolfgang Marcour) и Лотарь Зимонис (Lothar Simonis).

## Направления деятельности
Бюро разрабатывает и реализует проекты офисных-и бизнес зданий, гостиничных и жилых комплексов, промышленных строений, а также аэропортов, спортивных арен и учебных заведений. Заказы поступают как из Германии, так и из других стран Европейского Союза.

## История
В 1987 году архитекторы Юрек Слапа и Г. В. Йоос (H.W. Joos) основали архитектурное бюро JSK Düsseldorf. В 1988 году в  его состав на партнёрской основе вошли Гельмут Оберхольц и Збигнев Пшульный. В последующие годы бюро осуществило реализацию таких крупных проектов, как терминал 2 франкфуртского аэропорта (1996 год), торговый центр "Штильверк" в Дюссельдорфе (2000 год), штаб-квартиру Эон Рургас в Эссене (2010 год). В 2010 году бюро JRS было реформировано в "Sop Architekten". Реализация значительного числа крупных проектов принесла архитектурному бюро международное признание.

## Реализованные проекты

### JSK Düsseldorf
- Терминал 2 аэропорта Франкфурта-на-Майне (1996 год).
- Бизнес-центр "Форт-Малахов-Парк" (Fort Malakoff), Майнц (1997 год).
- Гостиничный комплекс "Hyatt Regency", Майнц (1998 год).
- Международный аэропорт Дюссельдорфа (2001 год, 1-я премия 1997 год).
- Торговый центр "Штильверк" Дюссельдорф (2001 год, 1-я премия 1997 год).
- "Гогенцоллернверк", Дюссельдорф (2003 год).
- "Брокер-Офис-Центр", Франкфурт (2004 год).
- Метро-вокзал "Messe/Arena" (U-Bahnhof ESPRIT arena/Messe Nord), Дюссельдорф (2004 год).
- Эсприт Арена, Дюссельдорф (2004 год, 1-я премия 1998 год).
- Северные входные сооружения Международной ярмарки Дюссельдорфа (Messe Düsseldorf) (2004-2010 годы).
- Реставрация Международной ярмарки Дюссельдорфа (2004-2010 годы).
- Высотное здание GAP 15, Дюссельдорф (2005 год, 1-я премия 2002 год).
- Эон Рургас, Эссен (2007 год, 1-я премия 2006 год).
- Здание "Кё 18" (Kö 18), Дюссельдорф (2008 год).
- Центральное здание инвестиционного банка DEG, Кёльн (2008 год).
- Центральный логистический комплекс фирмы "Хоберг%Дриш" (Hoberg & Driesch), Дюссельдорф (2008 год).
- "Портовая вершина" (Hafenspitze), Дюссельдорф (2010 год, 1-я премия 2000 год).

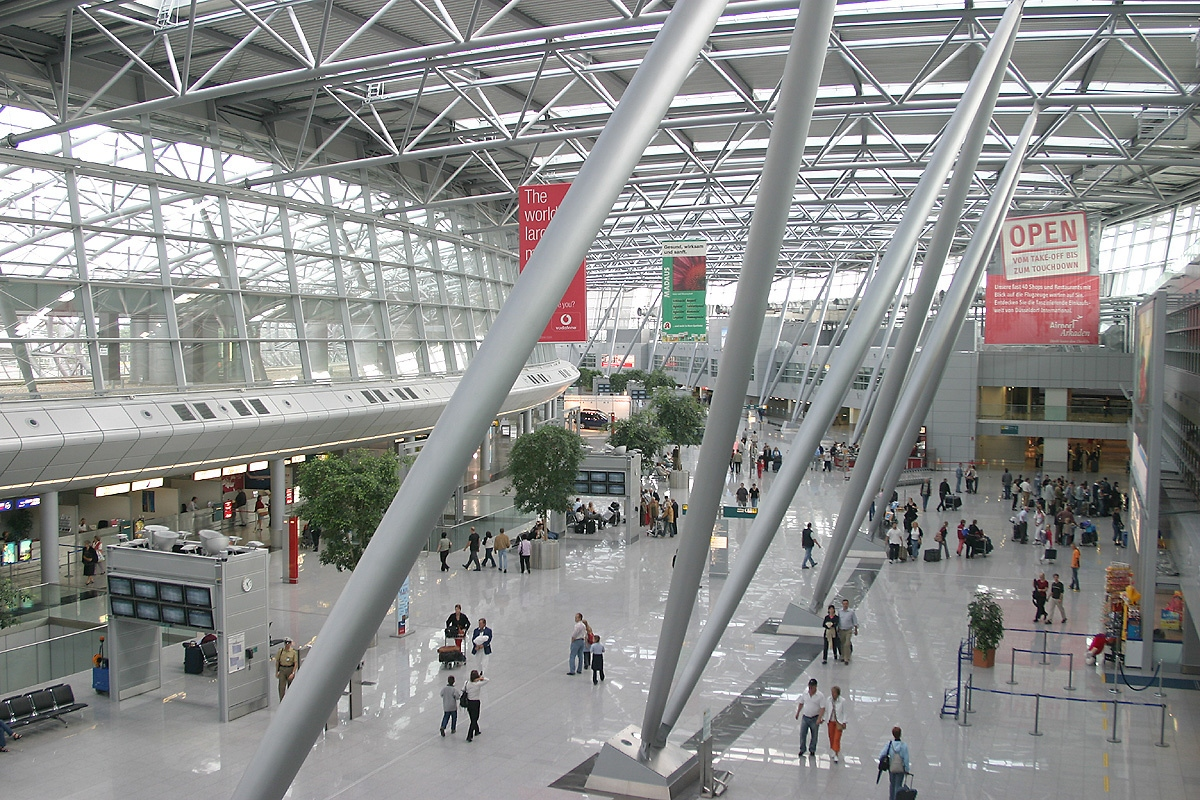
Международный аэропорт Дюссельдорфа
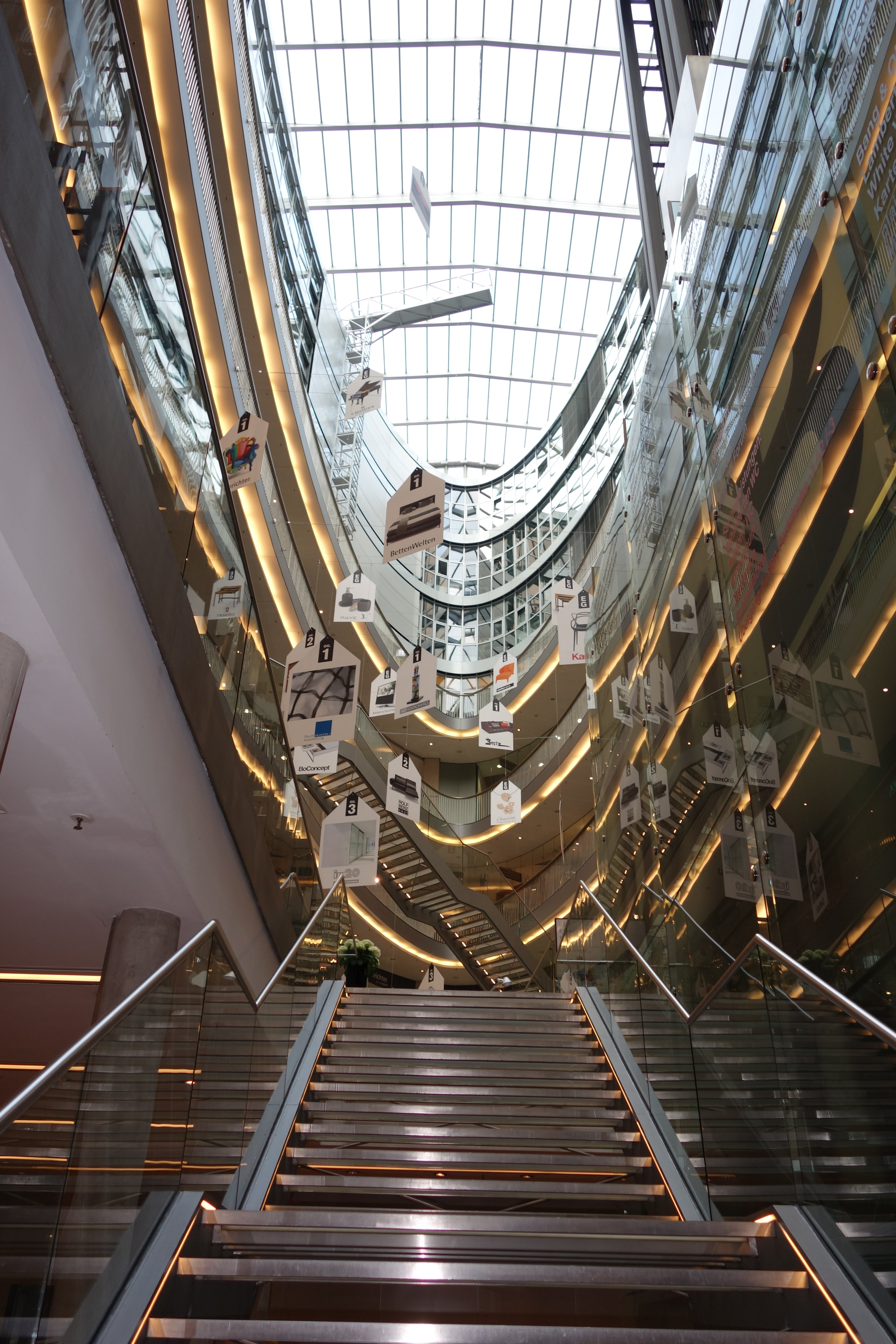
Штильверк, Дюссельдорф
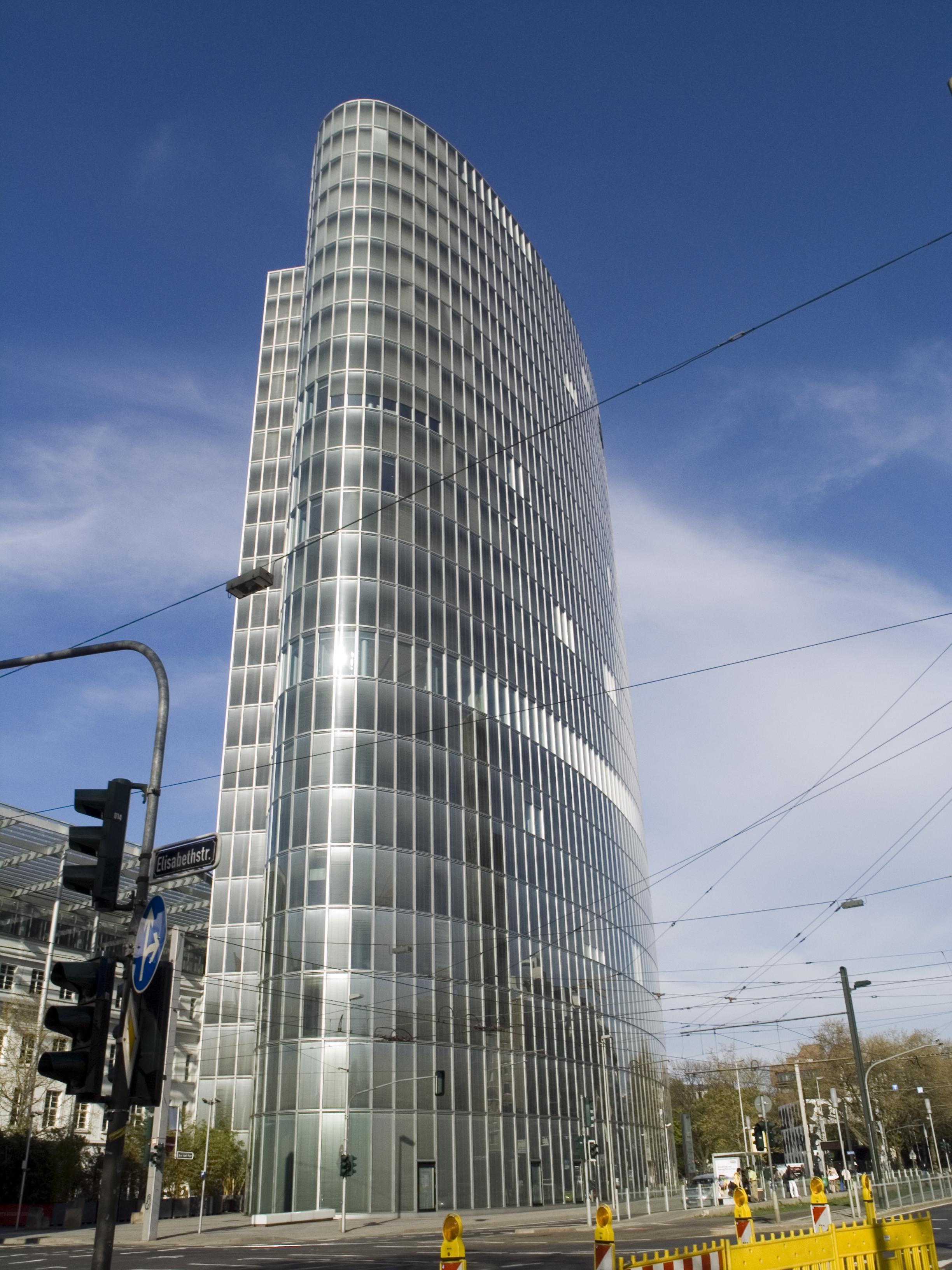
GAP 15, Дюссельдорф
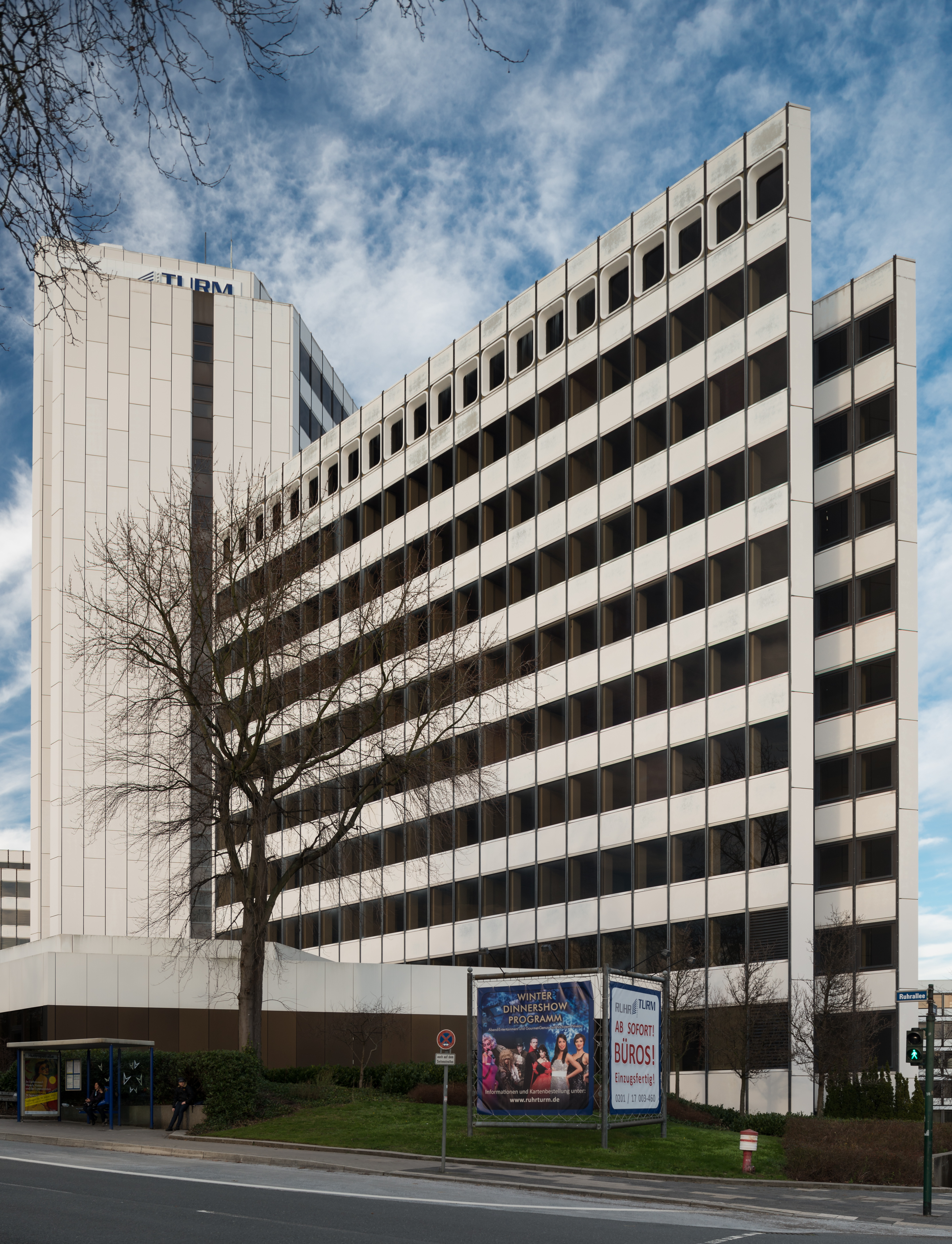
Эон Рургас, Эссен

### Sop Architekten
- УЕФА стадион Вроцлав (2011 год, 1-я премия 2007 год).
- Вроцлавский аэропорт имени Коперника (2011 год).
- Ля Кур Виваки (La Cour Vivaki) — жилой ареал на бывшей товарной станции Дерендорф, Дюссельдорф (2012 год).
- Высотное здание "Orjin Maslak", Стамбул (2013 год).
- Здание главного управления французского производителя стальных труд Vallourec, Дюссельдорф (2013 год).
- Здание управления дюссельдорфского аэропорта (2014 год, 1-я премия 2012 год).
- Комплекс зданий "Бельзен-парк", Дюссельдорф (2015 год).
- Офисное здание "Клара и Роберт", Дюссельдорф (2015 год).
- Институтские и лабораторные здания Бергишского университета (Bergische Universität Wuppertal), Вупперталь (2016 год, 1-я премия 2011 года).
- Здание кампуса Немецкого Инвестиционного общества (Deutsche Investitions- und Entwicklungsgesellschaft), Кёльн (2016 год).
- "Андреас-квартир" — жилой квартал в Альтштадте Дюссельдорфа (2016 год, 1-я премия 2008 год).
- Кластер биомедицинской техники Рейнско-Вестфальского технического университета Ахена, (2017 год, 1-я премия 20-15 год).
- Проект современного квартала EQUILO между районами Дойц и Кальк в Кёльне (2017 год).
- Бизнес-центр "Гольдбек" в Билефельде (2017 год, 1-я премия 2015 год).
- Жилой квартал в Векховене (Weckhoven), Нойс (2018 год, 1-я премия 2012 год).
- Жилое здание "Campustower", портовой части (Hamburg-HafenCity) Гамбурга (2018 год, 1-я премия 2014 год).
- Здание управления Общественного союз снабжения Баден-Вюртемберга (Kommunaler Versorgungsverband Baden-Württemberg), Карлсруэ (2018 год, 1-я премия 2014 год).
- Комплекс зданий главного управления Международной гостиничной поисковой системы "Триваго", Дюссельдорф (2018 год).
- Новая торговая ярмарка Эссена (2019 год, 1-я премия 2012 год).
- "Фюрст&Фридрих" дворец для бюро и гастрономии, Фридрихштадт (Friedrichstadt (Düsseldorf)), Дюссельдорф (2019 год).
- Торговая ярмарка Дюссельдорф-Зюд (2019 год).

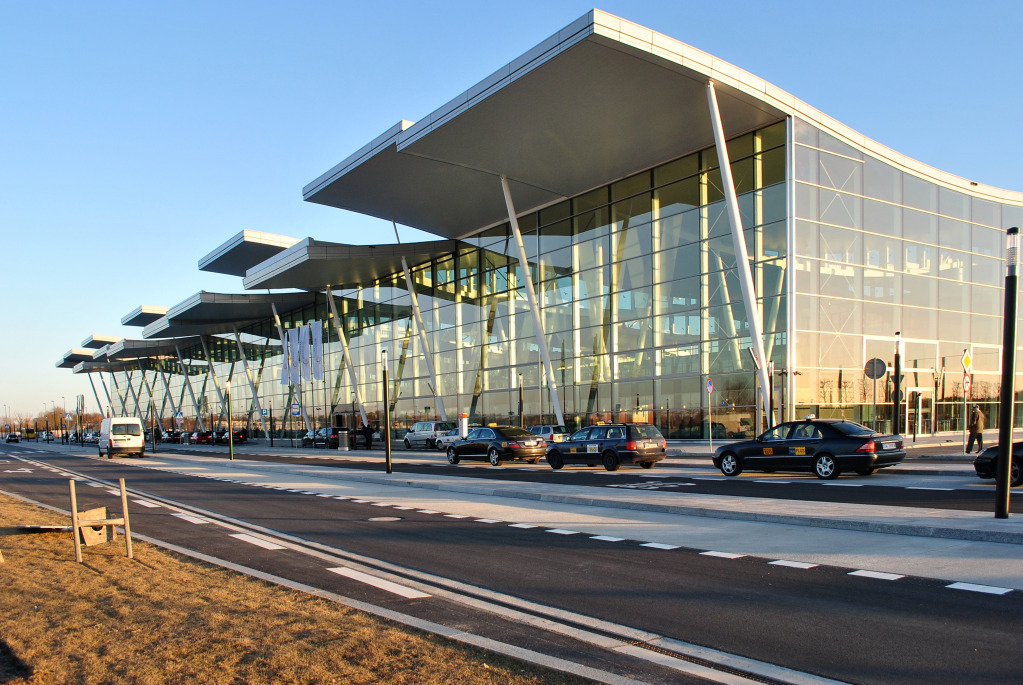
Международный аэропорт Вроцлава
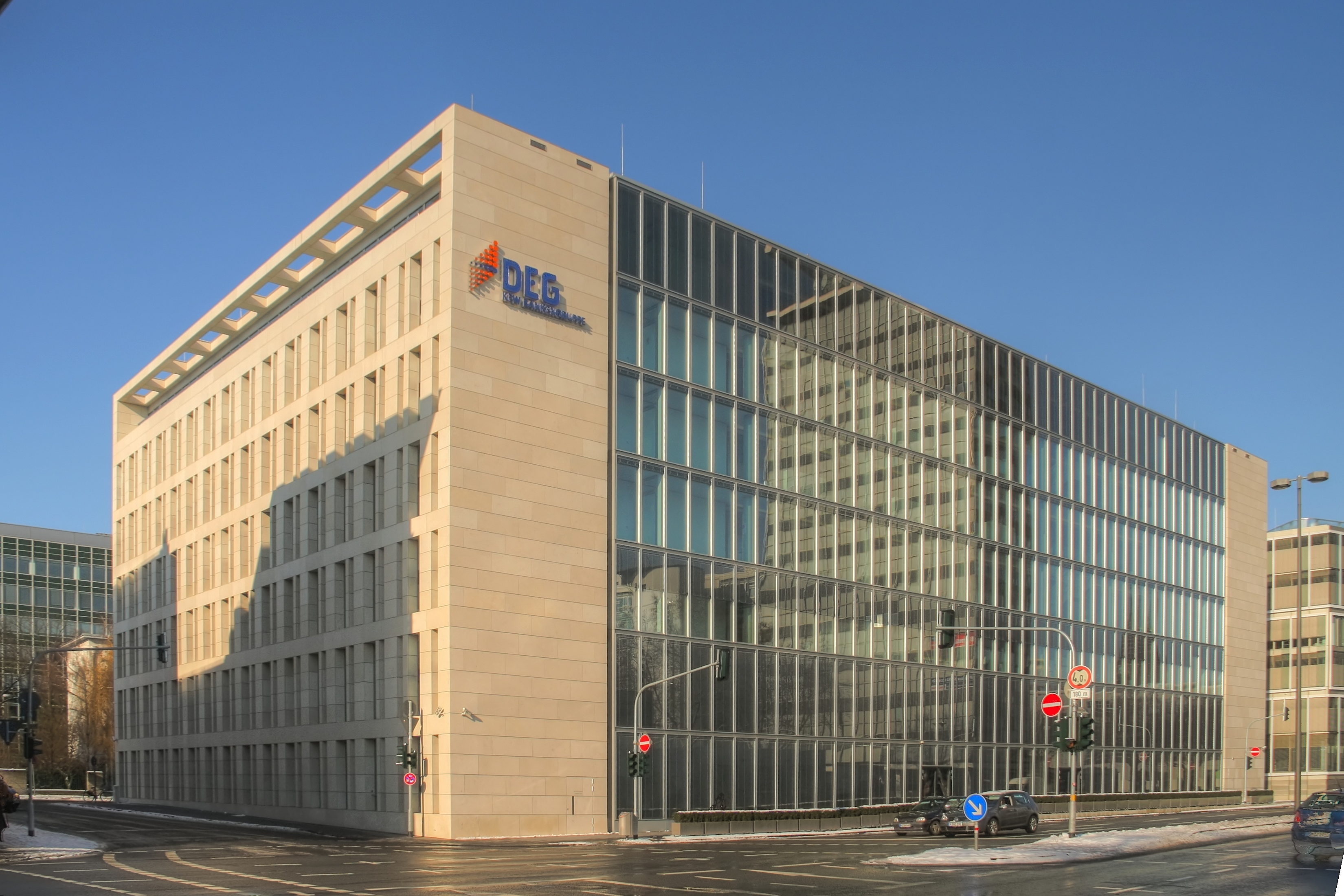
Инвестиционный банк DEG, Кёльн
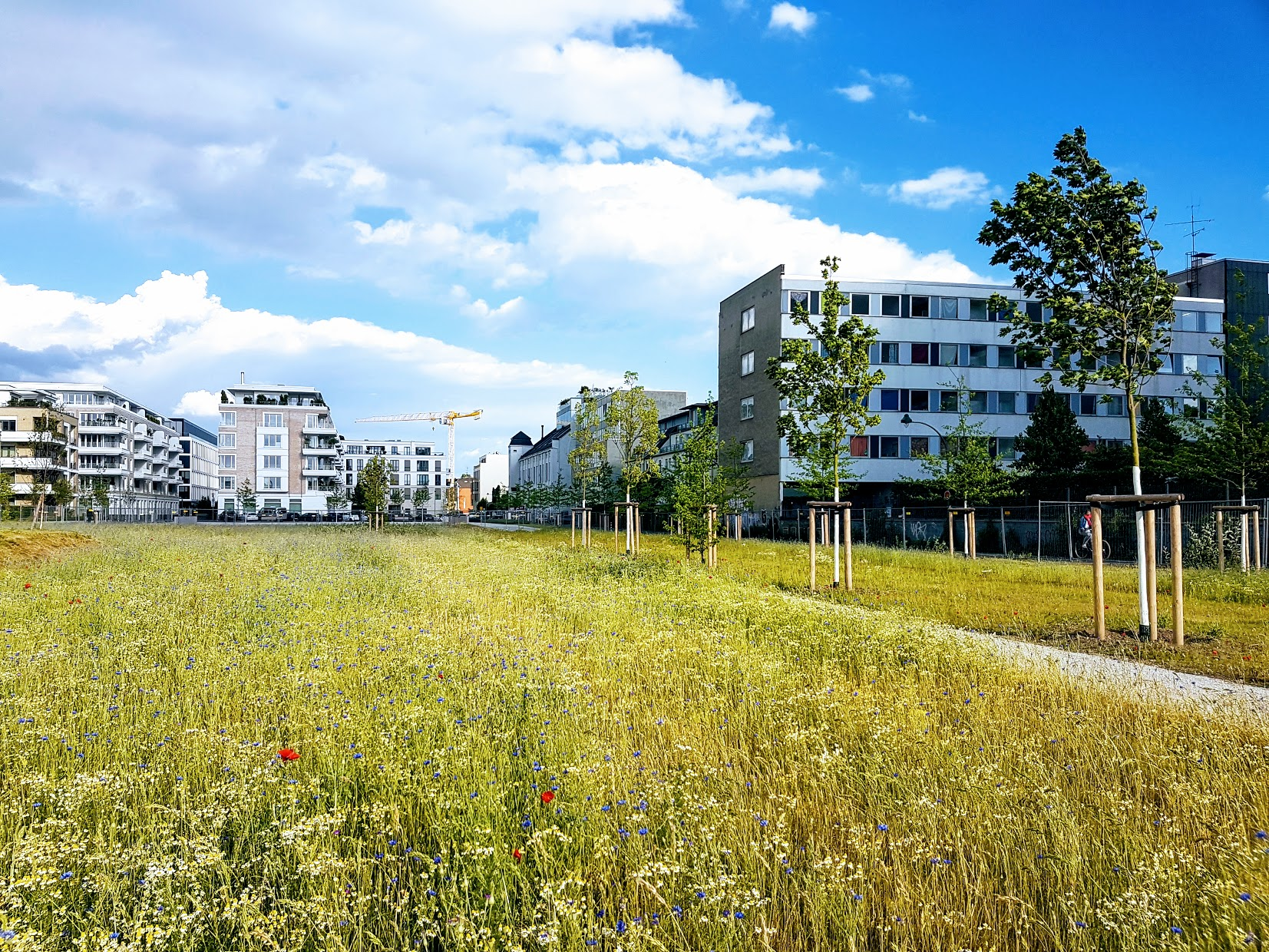
Бельзен-парк, Дюссельдорф
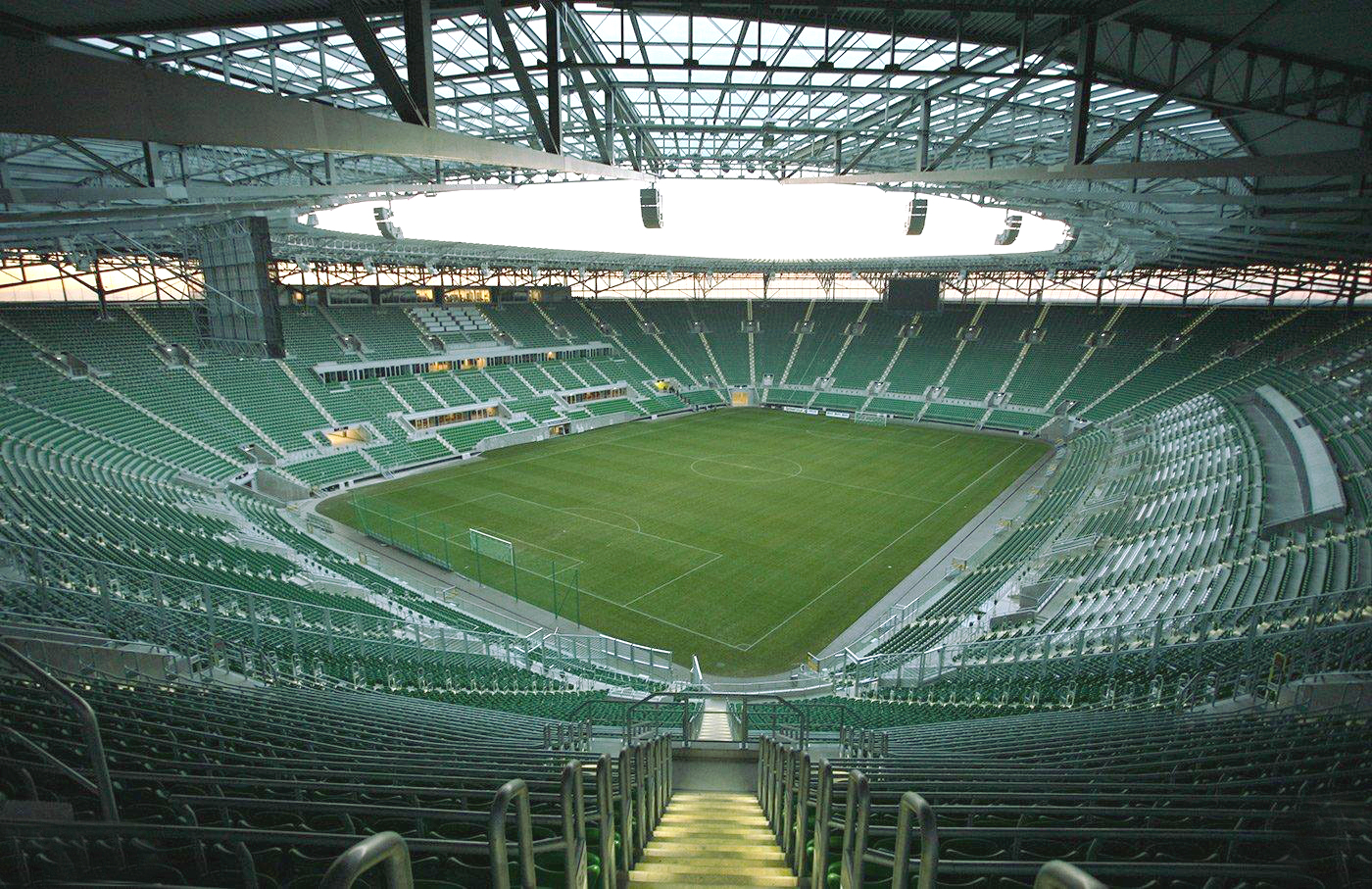
Стадион, Вроцлав